# Kao Corporation
Pour les articles homonymes, voir Kao.
Kao Corporation est une entreprise japonaise du secteur des cosmétiques et de la chimie. Elle fait partie de l'indice Topix 100.